# Regne de l'Algarve
El Regne de l'Algarve —en portuguès Reino do Algarve— va ser considerat, durant segles, i fins a la proclamació de la Primera República de Portugal el 5 d'octubre de 1910, com el segon regne de la corona portuguesa. Així mateix, durant segles, fou un territori disputat no sols per Portugal o els musulmans sinó també per la corona de Castella.
Era considerat un regne de iure separat de Portugal, encara que de fet no disposés d'institucions, fòrums o privilegis propis, ni tan sols d'autonomia, i en la pràctica era només un títol honorífic sobre la regió de l'Algarve. Ara bé, mai cap rei portuguès va ser coronat com a "rei de l'Algarve", sinó que ho fou com a "rei de Portugal i de l'Algarve" (fins al 1471) i posteriorment com a "rei de Portugal i dels Algarves".

## Primera conquesta

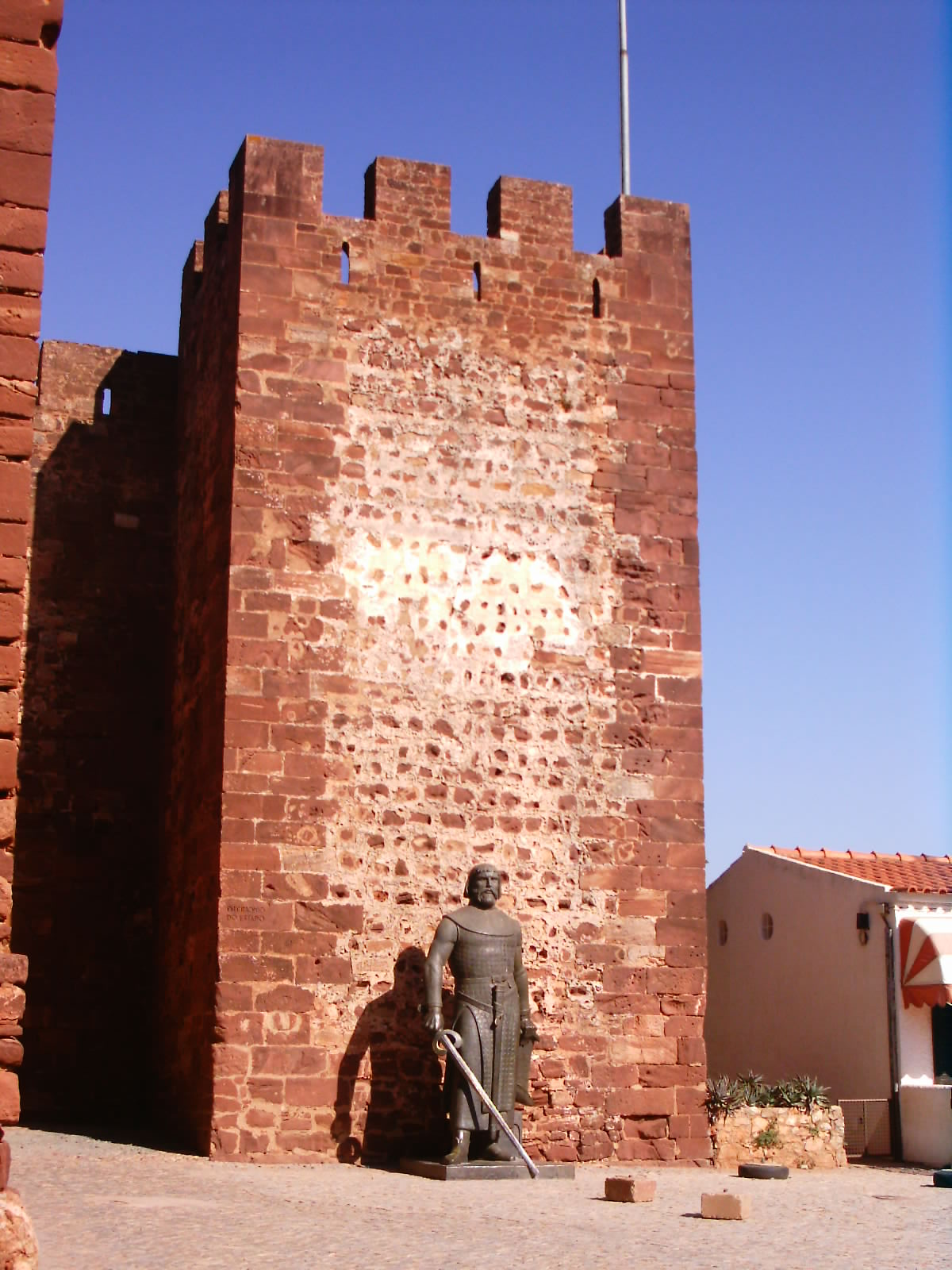
Estàtua del rei Sanç I a Silves

El títol de "rei de l'Algarve" va ser utilitzat per primera vegada per part de Sanç I de Portugal després de la primera conquesta de Silves l'any 1189. Aquesta població era una petita ciutat de l'Imperi almohade, que en aquells moments dominava tot l'Àndalus. Sanç I va utilitzar alternativament en les seves actes les fórmules "rei de Portugal i de Silves", o "rei de Portugal i de l'Algarve", i excepcionalment va acumular els tres títols en els de "rei de Portugal, Silves i de l'Algarve". L'únic motiu que pot justificar aquesta nova intitulació règia es correspon amb la tradició peninsular, d'agregar al títol del monarca el de les conquestes efectuades. Amb la reconquesta musulmana de Silves, ocorreguda l'any 1191, el rei va deixar d'usar aquest títol.

## La reconquesta
L'Imperi almohade es va disgregar l'any 1234, dissolent-se en diversos regnes de taifes. El sud de Portugal, encara en mans musulmanes, va ser annexionat per la taifa de Huelva, i el seu emir, Musa ibn Mohammad ibn Nassir ibn Mahfuz, es va proclamar poc de temps després "rei de l'Algarve" (amir al-Gharb), encara que el seu estat comprenia, de fet, la regió més occidental de l'Àndalus. Al mateix temps, les conquestes portugueses i castellanes vers el sud continuaven; així, durant el regnat de Sanç II de Portugal, es van conquistar les últimes places de l'Alentejo i la major part de l'actual Algarve, el situat al marge dret del riu Guadiana. En el moment de la seva deposició i posterior abdicació, restaven a l'Algarve petits enclavament musulmans com Aljezur, Faro, Loulé i Albufeira, que per la seva discontinuïtat territorial i distància es van fer independents.

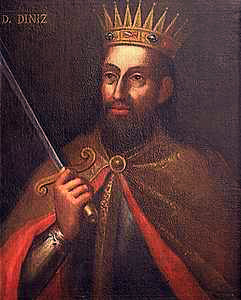
Imatge de Dionís I de Portugal

Sanç II fou el segon rei a utilitzar el títol de "rei de l'Algarve", seguint els passos del seu avi Sanç I, segurament per reafirmar-se en el poder, donada la seva permanent lluita amb el seu germà Alfons de Boulogne. Aquest, en ascendir al tron amb el nom d'Alfons III, es va encarregar de la conquesta dels últims enclavaments islàmics a l'Algarve, assumint el 1249 el títol de "rei de Portugal i de l'Algarve", que ja no deixaria de ser utilitzat pels seus successors fins a la fi de la monarquia a Portugal. El rei de la taifa de Huelva i emir de l'Algarve, per obstaculitzar les conquestes efectuades pels portuguesos en els seus territoris, es va fer vassall d'Alfons X de Castella, el qual va assumir també el títol de "rei de l'Algarve" entre les seves múltiples conquestes. Així, molt probablement, la intitulació d'Alfons III de Portugal fou una reacció a aquesta presa de posició pel veí rei castellà, destinada a enfortir els drets del monarca portuguès sobre la regió en litigi.
La qüestió va acabar per ser dirimida entre els sobirans de Castella i de Portugal; així, mitjançant la signatura del tractat de Badajoz de 1267, el rei Alfons X desistia de les seves pretensions sobre el Regne de l'Algarve i cedia tots els seus drets al seu net Dionís I. El rei castellà, però, es reservà la utilització del títol de "rei de l'Algarve" per a si mateix i els seus descendents, donada la conquesta de la totalitat d'aquest regne als musulmans l'any 1262. Això feu que els següents reis de Castella, i posteriorment d'Espanya, utilitzessin aquest títol fins a l'ascens al tron d'Isabel II d'Espanya, la qual ja no s'intitulà "reina de l'Algarve".

## Algarve d'ultramar a Àfrica
A Portugal el nom del Regne de l'Algarve (i el títol regi, per consegüent), va sofrir alguns petits canvis oficials amb les conquestes nord-africanes, el territori de les quals era considerat la pròrroga natural del Regne de l'Algarve. Així, Joan I va afegir al seu títol "rei de Portugal i de l'Algarve", el nom de "senyor de Ceuta"; el seu net Alfons V es va anomenar successivament "senyor de Ceuta i d'Alcázar-Quivir d'Àfrica" (després de 1458), i el 1471, amb la conquesta d'Arzila, Tànger i Larache, va reunir les places nord-africanes en el títol d'"Algarve d'além-mar em África" ('Algarve d'ultramar a Àfrica'), restant per a l'Algarve continental el nom d'Algarve d'aquém-mar ('Algarve d'aquest costat del mar'). Així, a partir de 1471, el Regne de l'Algarve va esdevenir el Regne dels Algarves, a causa de l'elevació dels senyorius nord-africans de la corona portuguesa a la condició de regne.
Els reis de Portugal van adoptar el títol que usarien fins a la caiguda de la monarquia: reis de Portugal e dos Algarves d'aquém e d'além-mar em África o 'reis de Portugal i dels Algarves d'aquest costat i d'ultramar a Àfrica", nom que restà, tot i la pèrdua de l'última plaça nord-africana de Mazagão el 1769.
En la configuració del nou regne l'any 1815, després de la fugida de la família reial portuguesa a Rio de Janeiro davant l'ocupació napoleònica del Regne de Portugal i la posterior signatura del congrés de Viena, s'adoptà el nom de Regne Unit de Portugal, Brasil i l'Algarve, elevant la condició d'aquest territori a categoria de regne. A la independència del Brasil l'any 1822, el nou regne adoptà novament el nom de Regne de Portugal, incloent-hi el territori de l'Algarve.